# Добив на метални руди
Добивът на метални руди е подотрасъл на добивната промишленост, извършващ производството на руда.
Добивът се извършва в открити или подземни мини, като секторът включва и първичната обработка на добития материал – раздробяване, промиване, изсушаване, синтероване, калциниране, сепарация, флотация.